# Anacampsis timidella

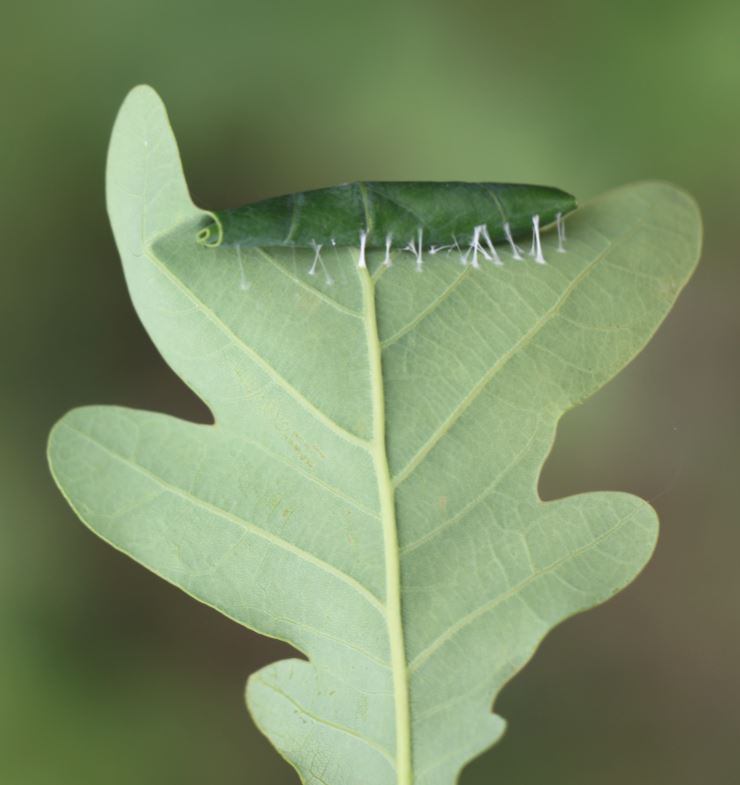
Blattwickel

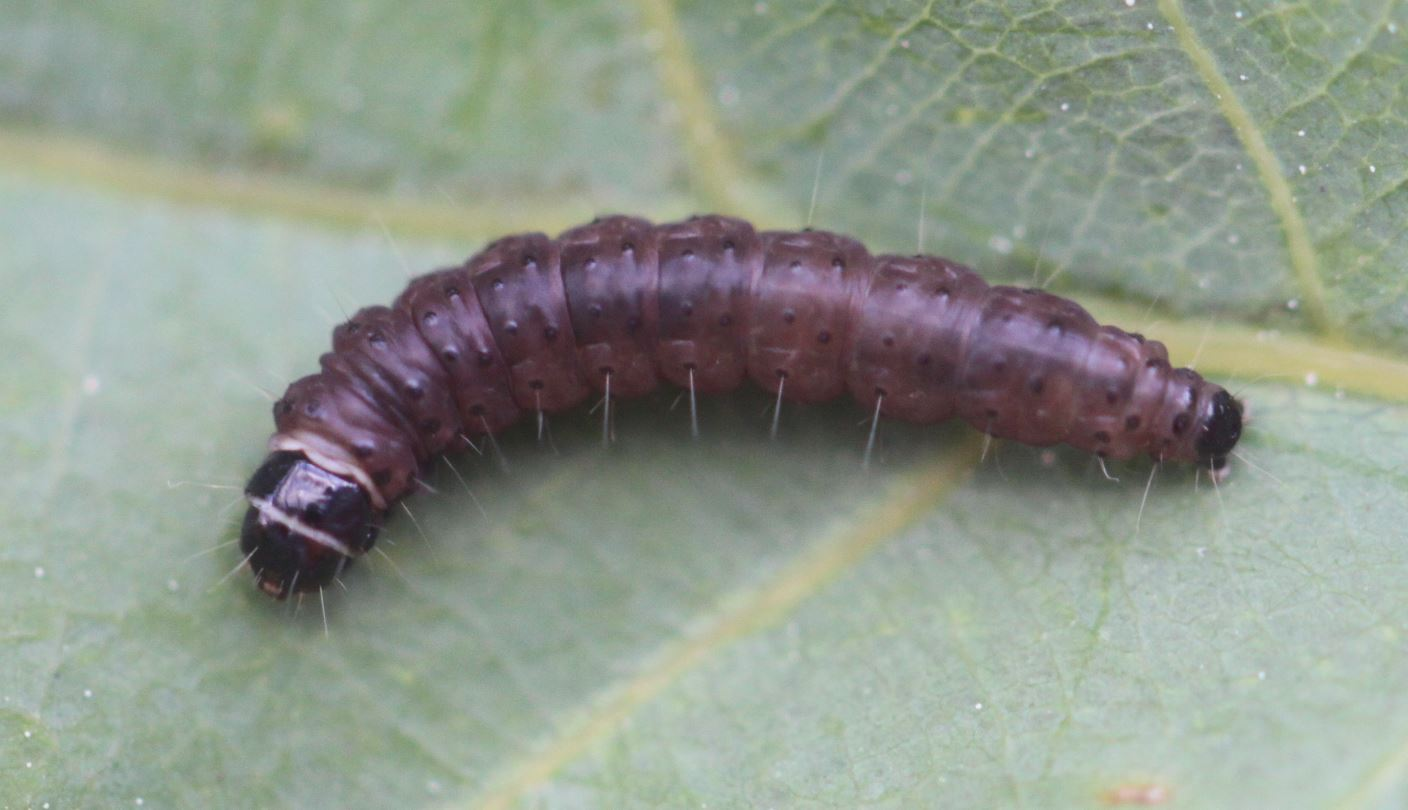
Raupe

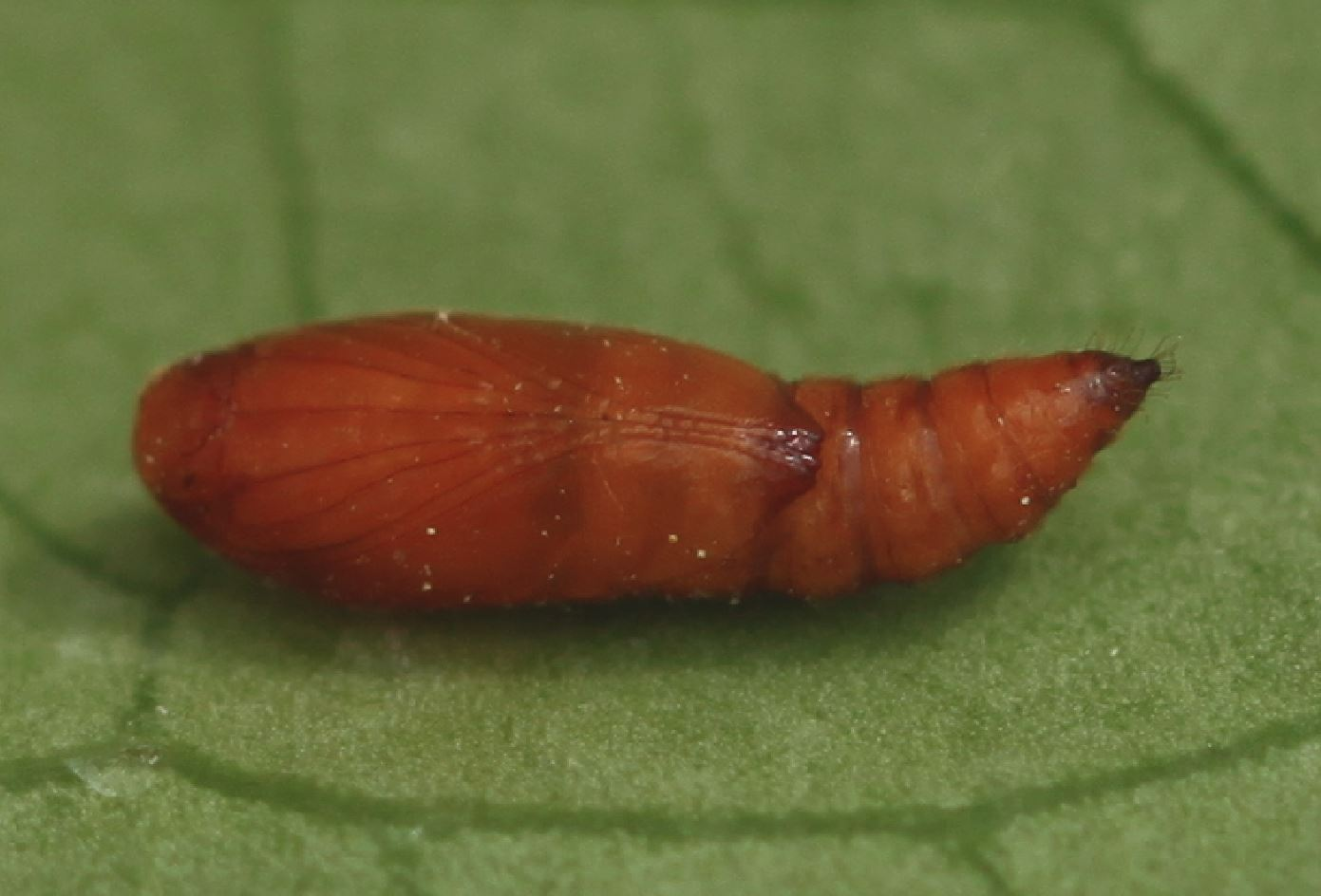
Puppe

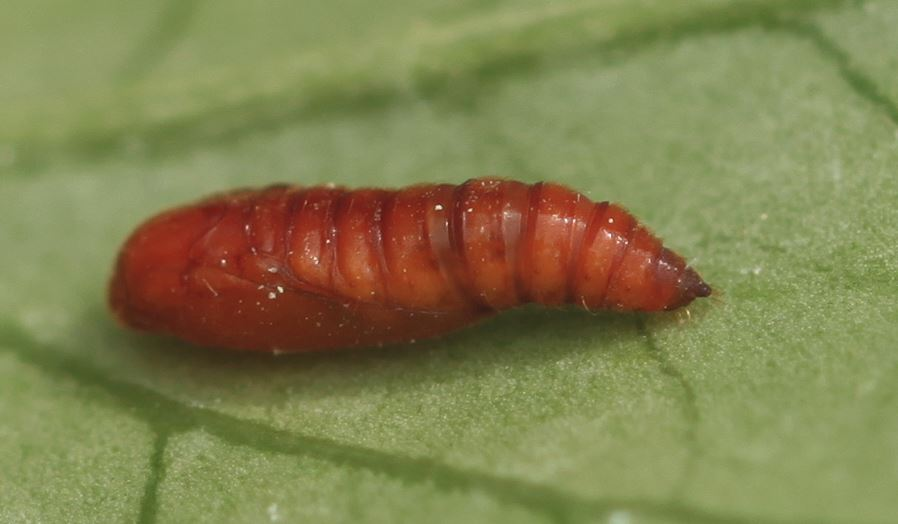
Puppe, andere Perspektive

Anacampsis timidella ist ein Schmetterling aus der Familie der Palpenmotten (Gelechiidae).

## Merkmale
Die Schmetterlinge besitzen eine Flügelspannweite von 15–17 mm. Die beigefarbenen mit violetten Sprenkeln versehenen Vorderflügel besitzen auf etwa Dreiviertelslänge am Vorderrand einen charakteristischen hellen Fleck. In Ruhestellung erkennt man ein undeutliches helles Querband, das von dem Fleck zum Hinterrand des Flügels verläuft. Die Vorderflügel weisen ein Muster loser dunkler kleiner Flecke auf. Außerdem verläuft entlang dem äußeren Flügelrand eine Reihe dunkler Flecke. Die Hinterflügel sind ebenfalls beige gefärbt ohne besondere Musterung. Die Falter besitzen vorne am Kopf die für die Schmetterlingsfamilie typischen Palpen. Die Augen sind rötlich gefärbt. Die violett gefärbten Raupen besitzen einen dunkelbraunen Kopf und Nackenschild. Das Hinterleibsende der Raupen ist ebenfalls dunkelbraun gefärbt. Die Raupen weisen am Kopf und an den Stigmata helle Härchen auf. Die Raupen erreichen eine Länge von etwa 12 mm. Die orangefarbene Puppe besitzt eine Länge von 8 mm.

## Verbreitung
Anacampsis timidella ist in der westlichen Paläarktis heimisch. Die Art ist in Süd- und in Mitteleuropa weit verbreitet. Sie fehlt auf den Britischen Inseln, in Dänemark und in Skandinavien sowie im Baltikum.

## Lebensweise
Die monophage Schmetterlingsart nutzt als Wirtspflanze Eichen (Quercus), insbesondere die Flaumeiche (Q. pubescens), aber auch die Zerreiche (Q. cerris), die Pyrenäen-Eiche (Q. pyrenaica) und die Stieleiche (Q. robur). Die Raupen entwickeln sich im Frühjahr in einem quer zusammengerollten Blatt ihrer Wirtspflanzen. Die Verpuppung findet gewöhnlich Mitte Mai im Blattwickel statt. Nach knapp drei Wochen schlüpfen die Falter. Diese beobachtet man hauptsächlich im Juni.